# Kruispuntbank van de Sociale Zekerheid
De Kruispuntbank van de Sociale Zekerheid, afgekort KSZ (Frans: Banque-carrefour de la Sécurite sociale (BCSS), Duits: Zentrale Datenbank der sozialen Sicherheit, Engels: Crossroads Bank for Social Security (CBSS)) is een Belgische federale overheidsorganisatie opgericht in 1990 bij de Federale Overheidsdienst Sociale Zekerheid. De kruispuntbank heeft een elektronisch netwerk uitgebouwd dat ongeveer 2000 verschillende instellingen die actief zijn in de sector van de Sociale Zekerheid met elkaar verbindt. De KSZ stelt zichzelf voor als motor en coördinator van e-government in de Sociale Zekerheid.

## Structuur en organisatie
De KSZ wordt beheerd door het beheerscomité dat bestaat uit:
- de voorzitter
- vertegenwoordigers van werkgeversorganisaties en organisaties van zelfstandigen
- vertegenwoordigers van het Nationaal Intermutualistisch College
- openbare instellingen van sociale zekerheid
- twee regeringscommissarissen

## Werking
De KSZ beheert onder andere het BIS-register dat de Bisnummers bevat en een verwijzingsrepertorium dat per persoon aangeeft waar welke persoonsgegevens worden bijgehouden en mogen worden verkregen.
Met behulp van een op services georiënteerde architectuur worden er diensten aangeboden aan de organisaties binnen de Sociale Zekerheid, maar ook aan andere organisaties van openbaar nut. Deze diensten bestaan grosso modo vooral uit realtime- en batchverwerkingen. Sinds eind 2012 is de overstap van mainframes naar een virtuele serveromgeving afgerond, wat de overstap naar moderne communicatietechnieken zoals SOAP versoepeld. In 2015 werden zo meer dan een miljard berichten uitgewisseld tussen de instellingen van Sociale Zekerheid, die vroeger hoogstwaarschijnlijk via papieren attesten uitgewisseld werden.

## Belangrijke projecten

### De SIS-kaart
In 1998 werd de SIS-kaart ingevoerd via de KSZ. Elke Belg en inwoner met recht op de Sociale Zekerheid kreeg deze kaart om zich te kunnen identificeren en vlotter gebruik te kunnen maken van de diensten van de Sociale Zekerheid. Sinds 1 januari 2014 is de SIS-kaart vervangen door de elektronische identiteitskaart, aangezien deze alle benodigde gegevens reeds bevat. Voor mensen die recht hebben op de diensten van de Sociale Zekerheid, maar geen recht hebben op een Belgische identiteitskaart werd de ISI+-kaart in het leven geroepen. De naam staat voor "Identification Sociale/Sociale Identificatie/Soziale Identifizierung" en het plusteken dient het aanvullend karakter aan te duiden van de kaart ten opzichte van de elektronische identiteitskaart.

### E-government in de Sociale Zekerheid
Sinds 1996 leidt de KSZ samen met de RSZ het project voor administratieve vereenvoudiging binnen de Sociale Zekerheid. Dit toont zich onder andere in de veralgemening van de elektronische aangifte van tewerkstelling (DIMONA), de veralgemening van een elektronische en multifunctionele aangifte aan de RSZ en de vereenvoudiging en informatisering van de aangifte van sociale risico's.

### Informatienetwerk van de Sociale Zekerheid
In samenwerking met de andere instellingen in de Sociale Zekerheid werd een informatienetwerk uitgewerkt dat ongeveer 2000 instellingen met elkaar verbindt. Dit netwerk werd opgesteld om ook te kunnen worden toegepast in tal van andere sectoren. In het kruispuntbankmodel worden gegevens decentraal opgeslagen bij de diverse overheden en houdt de kruispuntbank bij welke gegevens waar opgeslagen zijn in een verwijzingsrepertorium.

## Prijzen en onderscheidingen
- Federale Overheidsorganisatie van het jaar 2014[2]
- European Public Service Award (2007)[3]
- United Nations Public Service Award for eGovernment (2006)[4]